# Анкуд
Анкуд  (исп. Ancud ) — город и морской порт в Чили. Административный центр одноимённой коммуны. Население — 27 292 человек (2002). Город и коммуна входит в состав провинции Чилоэ и области Лос-Лагос.
Территория коммуны — 1752,4 км². Численность населения — 41 661 житель (2007). Плотность населения — 23,77 чел./км².
Город основан в 1768 году.

## Расположение
Город расположен на острове Чилоэ в 85 км на юго-запад от административного центра области города Пуэрто-Монт и в 59 км на север от административного центра провинции города Кастро.
Коммуна граничит:
- на востоке — с коммуной Кемчи
- на юге — c коммуной Далькауэ

На севере и западе коммуны расположен Тихий океан.

## Демография
Согласно сведениям, собранным в ходе переписи Национальным институтом статистики, население коммуны составляет 41 661 человек, из которых 20 510 мужчин и 21 151 женщина.
Население коммуны составляет 5,24 % от общей численности населения области Лос-Лагос. 33,18 % относится к сельскому населению и 66,82 % — к городскому населению.

## Известные уроженцы
- Каро, Мануэль (1835—1903) — чилийский живописец.